# Banco Predial do Estado do Rio de Janeiro
O Banco Predial do Estado do Rio de Janeiro foi uma tradicional instituição bancária privada brasileira sediada em Niterói, cidade que era a então a capital estadual do Rio de Janeiro; foi criado em 24 de abril de 1917, tendo sido seu principal diretor e proprietário Manoel João Gonçalves, empresário português, naturalizado brasileiro.

## Realizações
A principal realização do Banco Predial do Estado do Rio de Janeiro ocorreu durante a presidência de Manoel João Gonçalves, quando foi feito o financiamento que fez ao Governo do Estado do Rio de Janeiro para permitir a realização das obras da segunda adutora de abastecimento de água potável aos municípios de Niterói e São Gonçalo, dando origem ao chamado Sistema Imunana-Laranjal. O empréstimo foi considerado uma arriscada operação financeira feita pelo Banco Predial, visto que na ocasião o Governo do Rio de Janeiro não gozava de crédito para tão vultuosa quantia e obra.

## Sede Matriz
Em 23 de outubro de 1954, poucos meses antes do falecimento de Manoel João Gonçalves, o Banco Predial do Estado do Rio de Janeiro inaugurou o seu Edifício-Sede no qual funcionou por maior período de tempo. Localizado no Centro da cidade de Niterói, na esquina da Avenida Amaral Peixoto com a Avenida Visconde do Rio Branco; o edifício de onze andares possui arquitetura moderna e atualmente suas instalações são usadas pelo Banco Itaú.

## Encerramento
Em 1970, o Banco Predial do Estado do Rio de Janeiro foi incorporado pelo Unibanco com o objetivo de aumentar em 180 a quantidade de agencias bancárias da instituição e otimizar alcance popular deste banco no estado do Rio de Janeiro.